# ハクニー

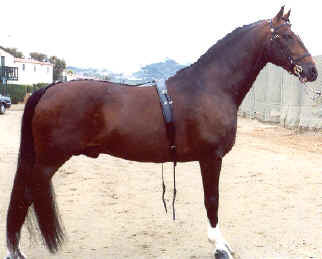

ハクニー (英: Hackney) とは、中間種、乗系種に分類される馬の品種のひとつである。ハクネーとも。ハクニー歩様という脚を高く上げて馬車を引く優雅な仕草で知られ、馬車用としては最上級の品種。馬車競技に用いられるため輓系とされることもある。

## 名前の由来
「ハクニー」の名前の由来はいくつか説があり、中世フランス語のhaque（やくざ馬）を語源とする説と、ノルマン語のhakny（馬）を語源とする説がある。

## 特徴
体高（肩までの高さ）は140 - 153センチメートル。イギリス原産。被毛が美しく、栗毛、鹿毛、黒鹿毛と青毛の毛色を持つ。小さな頭に小さな耳、大きな目が特徴。首は長く、肩に対して垂直にたちあがっており、筋肉の発達がよい。四肢は短くコンパクトな体型で後肢がとくに強い。尾が高い位置についている。頑健で持久力に富み、勇気があり、馬車を引かせてもスピードと持久力が落ちない。自動車が普及するまでは、道路交通の主役であった。軍馬としても極めて需要が高く、強健な後肢で立ち上がり敵の騎馬を威圧し踏倒す馬術が取り入れた。現在ではおもに馬車競技で用いられる。

### ハクニー歩様
常歩（なみあし）で肘と膝を高く挙げ、直線的で確固とした優雅で芸術的な歩様はハクニー歩様と呼ばれ、競技の審査で最も重要視される。バレリーナにも喩えられるこの特徴的な歩様を際立たせるため、蹄は長く伸ばす。歩様は左右にぶれてはならない。ハクニー歩様はハクニーのみならず、イヌなどのほかの家畜動物の芸術的審査を行う場合も重視される。

## 歴史
ハクニーの原種はもともとイギリスの野生種で、15世紀後半から17世紀のヘンリー7世からヘンリー8世、エリザベス1世の時代に軽騎兵の乗用として用いられた。この原種は保護され、とくにヘンリー8世は許可なく外国へ輸出することを禁じた。
これらの原種は、生産地の名前を冠してノーフォークトロッター (Norfolk trotter) 、リンカーンシャートロッター (Lincolnshire trotter) 、ヨークシャーロードスター (Yorkshire roadster) などの名前で知られているが、いずれも現存しない。
18世紀に入ると、これらの速歩種に気品や優雅さを加える目的でアラビア産馬（のちのサラブレッド）を交配して品種改良が行われた。
この品種改良のうち影響力が強いのは、前肢を高く持ち上げる走法で有名だったブレイズ (Blaze) という牝馬である（このブレイズは1733年生まれ、フライングチルダーズの直仔、1751年のチャンピオンサイヤーのブレイズとは同名異馬）。ブレイズはダーレーアラビアンの孫の孫にあたり、スタンダードブレッドの祖となったメッセンジャーの近親でもある。ブレイズの父はフライングチルダーズ系のサージョージ (Sir George) 。ブレイズの産駒に1755年生まれ（1760年生まれ?）のシェールズホース (Shale's Horse) が登録された最初のハクニー種（現存するハクニー種の始祖）とされている。
当時、見映えのよいハクニーが牽く飾り立てた馬車はステータスシンボルであった。ハクニーの遺伝力は強く、アウトブリードによってもその特徴は失われなかった。
このころ、イギリスの道路事情が改善されて深い轍溝が減ると、軽快でスピードの出る馬車が普及し、その牽引馬としてハクニーはたいへんな需要があった。ハクニーはアメリカ、オーストラリア、南アフリカ、アルゼンチンなどに輸出され各地で広まった。フランスでは舗装道路にハクニーが牽く辻馬車が誕生した。
その後蒸気機関の発明や鉄道の普及で馬車の需要が減少し、モータリゼーションが急速に進んだ1930年代には絶滅の危機に瀕したが、少数の生産者により保護された。現在では実用というよりは競技用に生産されており、力強さよりは美しさを重視して改良が進んでいる。
1872年には、ハクニーにウェルシュポニーやフェルポニーを交配し、小型のハクニーポニーという品種も誕生した。
血統登録は1883年に始まり、2000年までに血統書は54巻に至っている。

## ハクニーの有名馬
- レイディコンバーメア (Lady Combermere) - 1895年6月10日、20マイル（約32キロメートル）を1時間で走破した。
- プリテンダー (Pretender) - 1801年にアメリカに輸出された最初のハクニー
- リトルワンダー (Little Wonder) - 1885年にアメリカに輸出されたハクニー種牡馬で、現在のアメリカ産ハクニーの父祖
- ペイシェンス (Patience) - リトルワンダーと同時にアメリカに輸出された牝馬で、現在のアメリカ産ハクニーの母祖
- バターカップ (Buttercup) - リトルワンダーと同時にアメリカに輸出された牝馬で、現在のアメリカ産ハクニーの母祖
- ステラ (Stella) - リトルワンダーと同時にアメリカに輸出された牝馬で、現在のアメリカ産ハクニーの母祖
- ティプシーケーキ (Tipsey Cale) - 1922年の1頭牽き馬車チャンピオン
- サウスワーススウェル (Southworth Swell) - イギリスのチャンピオン種牡馬

## 日本への導入
明治から昭和初期まで、実用馬として日本でも生産された。とくにサラブレッド競馬の馬券発売が禁止されていた時期は、サラブレッドより多く生産されていたこともある。
1902年（明治35年）には小岩井農場が種牡馬ブラックパフォーマーを輸入。模範賞や奨励賞をたびたび獲得し、1919年（大正8年）までに328頭の産駒を輩出した。当時、日本で一番多くのサラブレッド活躍馬を出していた小岩井農場にあっても、最盛期の大正15年にはサラブレッド42頭に対しハクニーは65頭が繋養され、取引価格も、大正7年ごろには1頭あたりの平均価格はサラブレッドと並ぶ水準であった。
小岩井農場は独自にハクニーとサラブレッドの交配を試みて改良を行った。しかし、政府は中間種の改良はアングロノルマンに統制する方針に転じ、小岩井農場に対して警告を与えてハクニー生産を抑制した。これにより昭和に入るとハクニーの生産は漸減し、昭和9年以降は生産が行われなかった。末期の販売価格は、サラブレッドの100分の1まで暴落していた。
そのほか当時の代表的な輸入種牡馬を列記すると、セッジフォードリッパー、ウィッチャム、ウィッチャムジェントルマン、フォーレストビュー、スチートンパフォーマー、ロンスヂューク、ケープノアキララ、サンダーランドピーターなど。